# Umbozero
Il lago Umbozero (russo: Умбозеро) è un lago nella parte centrale della penisola di Kola, nella Russia europea. Si trova nel territorio del distretto Lovozerskij e nel distretto municipale della città di Kirovsk, nell'oblast' di Murmansk. Il suo nome sami è Ump"javr (o Umb"javr), che significa "lago chiuso", cioè circondato da montagne su tutti i lati.
L'Umbozero è situato tra i monti Chibiny e il massiccio del Lovozero. Confluiscono nel lago piccoli affluenti, il maggiore è il fiume Kica (lungo 40 km), emissario è l'Umba che scorre nella parte meridionale. La superficie del lago è di 422 km², si trova a un'altitudine di 151 m s.l.m. La sua profondità raggiunge i 115 metri e ne fa il lago più profondo della penisola di Kola. Ci sono diverse isole al suo interno, le più grandi sono: Moroškin, Bol'šoj, Elovyj e  Sarvanovskij.